# Rasa del Clot de la Vall
La Rasa del Clot de la Vall  és un torrent afluent per la dreta a la Canal de l'Embut, a la Vall de Lord

## Descripció
Neix a 2.321 msnm (42° 10′ 59.70″ N, 1° 31′ 19.58″ E / 42.1832500°N,1.5221056°E) a la collada que separa el Pedró dels Quatre Batlles (a menys de 200 m. al nord) d'El Vulturó (a poc més de 400 m. al sud). La primera meitat del seu curs la fa seguint la direcció predominant SW-NE però quan es troba a menys de 200 m de la Rasa de la Bòfia, gira cap al NE i farà encara uns 1.800 m. baixant gairebé paral·lel a ella abans d'abocar les seves aigües a la Canal de l'Embut a 1.570 msnm.

## Municipis que travessa
Tot el seu recorregut el realitza pel terme municipal de la Coma i la Pedra.

## Xarxa hidrogràfica
La xarxa hidrogràfica de la Rasa del Clot de la Vall està integrada per un total de 7 cursos fluvials dels quals 5 són subsidiaris de 1r nivell de subsidiarietat i 1 ho és de 2n nivell.
La totalitat de la xarxa suma una longitud de 10.235 m.